# Ordell Braase
(en) Statistiques sur pro-football-reference
Ordell Wayne Braase, né le 13 mars 1932 à Mitchell, dans le Dakota du Sud et mort le 25 mars 2019 à Bradenton, en Floride, est un joueur professionnel américain de football américain de la National Football League (NFL). Il joue toute sa carrière pour les Colts de Baltimore, au poste de defensive end. Au niveau universitaire, il joue pour les Coyotes de South Dakota.
Le 5 janvier 1964, il devient le troisième président de la National Football League Players Association (NFLPA).

## Jeunesse et carrière universitaire
Braase fréquente la Mitchell High School" où il est dans l'équipe All-State et mène les Kernels au titre de champion d'État de classe A en 1950.
Il s'inscrit à l'université du Dakota du Sud grâce à une bourse en basket-ball, mais se fait un nom sur les terrains de football américain. En 1953 et 1954, il reçoit les honneurs de l'équipe All-North Central Conference.
En 1969, il est nommé dans les équipes de football américain All-Time High School et All-Time Collegiate.

## Carrière professionnelle
Braase joue avec les Colts de Baltimore tout au long de sa carrière. Pendant qu'il est avec les Colts, ils remportent le championnat de la NFL à trois reprises, en 1958, 1959 et 1968. Il est sélectionné pour le Pro Bowl en 1966 et 1967. Lors de sa dernière saison (1968), les Colts participent au Super Bowl III, le 12 janvier 1969, pour s'incliner face aux Jets de New York.
Il devient le troisième président de la National Football League Players Association (NFLPA), le syndicat des joueurs de la NFL, en janvier 1964. Il occupe le poste jusqu'en janvier 1967.

### Retraite
Après sa retraite en tant que joueur actif, Braase est propriétaire d'un restaurant à Timonium, dans le Maryland, et dans les années 1970, il est cadre chez un fabricant de carrosseries de camions de Baltimore. Il fait également fait équipe avec l'annonceur Chuck Thompson (en) pour fournir des commentaires spécialisés pour les diffusions radio des matchs des Colts. Dans les années 1990, il a co-animé une émission populaire, Braase, Donovan, Davis and Fans sur WJZ-TV à Baltimore avec son coéquipier Art Donovan (en). Le trio a davantage parlé des histoires légendaires d'Art Donovan que du football NFL contemporain, mais l'émission a connu une forte audience à l'époque.

## Vie privée
Braase a vécu à Bradenton, en Floride, où il est mort en 2019 à l'âge de 87 ans.